# Laç
Laç ([lat͡ʃ]; bepaalde vorm: Laçi) is na de gemeentelijke herinrichting van 2015 een deelgemeente (njësitë administrative përbërëse) van de Albanese stad (bashkia) Kurbin in de prefectuur Lezhë. Met 17.000 inwoners in 2011, tegenover 15.600 voor de hoofdstad Lezhë (2011), is Laç de grootste deelgemeente van de prefectuur.
Nabij de stad ligt het klooster waar volgens de overlevering de heilige Antonius van Padua werd gewijd. De stad en het klooster zijn een belangrijk pelgrimsoord, niet alleen voor katholieken, maar ook voor de Albanese moslims. Elke twaalfde juni nemen meer dan een miljoen mensen er deel aan een bedevaart, waarbij de omhoog kronkelende weg naar het klooster en de Sint-Antoniuskerk (Kisha e Shën Ndout) te voet wordt afgelegd.

## Geschiedenis
Tot de vijftiger jaren van de 20e eeuw was Laç niet meer dan een klein dorp. Door de aanwezigheid van het klooster was het plaatsje wel goed bekend. Bij bedevaarten bezochten duizenden pelgrims het dorp. Het verbod op religie dat door de Albanese communisten werd uitgevaardigd maakte aan deze bedevaarten een einde. Het dorp werd aangewezen als industriekern en groeide uit tot een arbeidersstad. Er werden grote flats en fabrieken gebouwd.
In 1967 werd ten noorden van Laç een grote fosfaatfabriek geopend, die de plaatselijke economie zou gaan domineren. Na de val van het communisme bleek dat de fabriek in zeer slechte staat was. Toch werd aanvankelijk geprobeerd haar in bedrijf te houden. In 1993 sloot de fabriek alsnog, maar een Franse ondernemer investeerde in het bedrijf, en er kwam een doorstart. Pas in 2000 werd het bedrijf definitief gesloten. Thans is het complex een ruïne.

## Geografie
Laç ligt 35 kilometer ten noorden van Tirana en 10 kilometer oostelijk van de Adriatische Zeekust, aan de voet van de eerste bergketen van de Albanese Alpen. De stad ligt op de overgang tussen dit reliëfrijk gebied en de kustvlakten.

## Levensomstandigheden

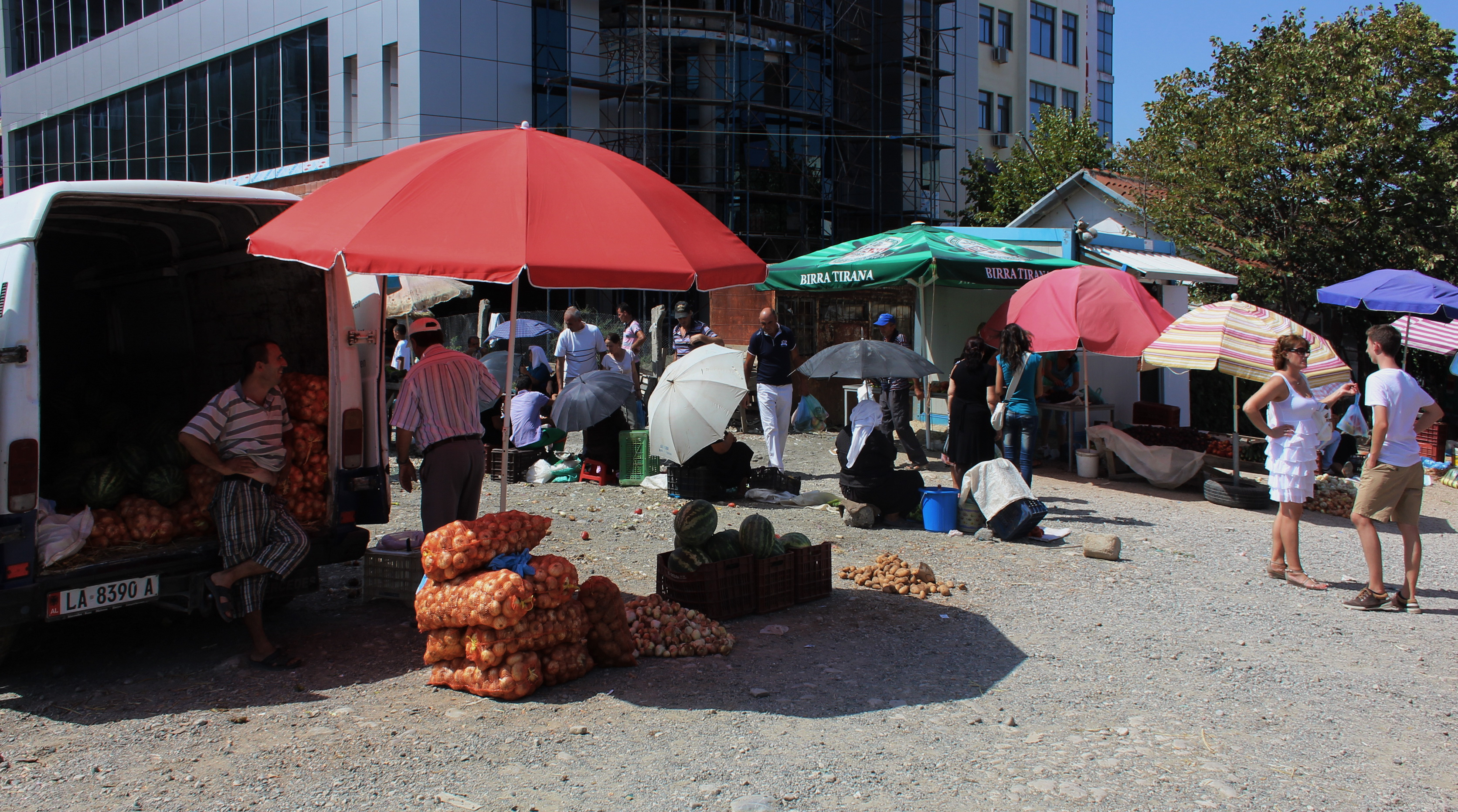
Markt te Laç

Het moderne Laç is een stad met veel sociale problemen. De werkloosheid is sinds de teloorgang van de industrie zeer hoog en de vooruitzichten zijn somber. Veel mensen trekken uit het verarmde Laç weg. De huisvesting is een groot probleem: de in korte tijd gebouwde flats verkeren dikwijls in slechte staat.
Laç kampt ook met milieuproblemen. De afvalstoffen van de oude fabrieken zouden het grondwater verontreinigen. De verlaten industrieterreinen zijn niet gesaneerd en op korte termijn zal dit ook niet gebeuren, omdat er eenvoudigweg geen geld voor is.

## Verkeer en vervoer
De infrastructuur van Laç verkeert in slechte staat. De stad is alleen door middel van landweggetjes met de nabijgelegen snelweg verbonden.

## Sport
Voetbalclub KF Laçi komt in 2021-2022 uit in de Kategoria Superiore, Albaniës hoogste nationale klasse. Het team werkt zijn thuiswedstrijden af in het Stadiumi Laçi, dat plaats biedt aan 5000 toeschouwers. In het seizoen 2012-2013 won de ploeg de Albanese voetbalbeker door in de finale met 1-0 te winnen van KS Bylis Ballsh.